# پومارتو
پومارتو (به ایتالیایی: Pomaretto) یک کومونه در ایتالیا است که در استان تورین واقع شده‌است.

## خصوصیات
پومارتو ۸٫۵ کیلومترمربع مساحت و ۱٬۰۸۷ نفر جمعیت دارد و ۶۲۰ متر بالاتر از سطح دریا واقع شده‌است.